# Kees Veerhoek
Cornelis Willem (Kees) Veerhoek (Kapelle-Biezelinge, 3 maart 1947) is een Nederlands politicus van de VVD.
Veerhoek is geboren als zoon van een fruitteler en groeide op in Renesse. Hij is ingenieur in de weg- en waterbouwkunde maar heeft die kennis in zijn loopbaan amper gebruikt. Hij hield zich al snel meer bezig met de exploitatie van meerdere horecazaken en bovendien heeft hij diverse functies gehad in het  midden- en kleinbedrijf.
Later werd Veerhoek meer actief in de lokale politiek. Zo was hij wethouder in de toenmalige gemeente Westerschouwen wat sinds 1997 deel uitmaakt van de gemeente Schouwen-Duiveland waar hij wethouder en tweede locoburgemeester is geweest. In januari 2003 werd hij burgemeester van de Zuid-Hollandse gemeente Nederlek en ruim vijf jaar later volgde zijn benoeming tot burgemeester van de Gelderse gemeente Neder-Betuwe. Begin 2017 was hij de oudste kroonbenoemde burgemeester van Nederland maar op 1 april van dat jaar eindigde zijn burgemeesterschap vanwege het bereiken van de leeftijd van 70 jaar waarop hij met pensioen ging. 